# Sabine Hauswirthová
Sabine Hauswirthová (* 8. prosince 1987 Belp) je švýcarská reprezentantka v orientačním běhu. Je členkou klubu OL Norska v Konolfingenu a studuje školu pro lékařské masérky.
Na mistrovství světa juniorů v orientačním běhu 2007 získala bronzovou medaili ve štafetě. Na mistrovství Evropy v orientačním běhu 2014 byla spolu s Julií Grossovou a Judith Wyderovou členkou vítězné štafety. Na mistrovství světa v orientačním běhu v roce 2014 vyhrála štafetový závod, v roce 2017 byla třetí se smíšeným družstvem, v roce 2018 byla třetí v závodě na dlouhé trati (9,9 km) a v roce 2019 získala se štafetou stříbrnou medaili. Zúčastnila se Světových her 2017, kde skončila druhá ve smíšené štafetě, třetí na střední trati a pátá ve sprintu. Také v roce 2017 zvítězila v duatlonovém závodě Powerman Zofingen.